# Микена
Микена (на старогръцки: Μυκῆναι; на гръцки: Μυκήνες) е археологическо селище в североизточен Пелопонес, Гърция, на около 90 km югозападно от Атина.
Микена е един от най-важните центрове през бронзовата епоха, а микенската цивилизация е догръцка цивилизация, заместила критско-минойската и доминирала в продължение на около 400 г. земите на източното Средиземноморие. Тя полага основите на класическата гръцка култура и определя насоките на нейното развитие. Това е и причината периодът от около 1600 пр.н.е. до 1100 пр.н.е. да се нарича микенски период.

## Име
Макар самата цитадела да е построена от гърците, името Микена (Mukanai) не е гръцко, а вероятно предгръцко, наследено от предходните обитатели.
Според легендата името е свързано с древногръцката дума mycēs (μύκης, „гъба“), което Павзаний приписва на Персей.
Най-ранната писмена форма на името Mykēnē (Μυκήνη) е намерена в произведенията на Омир. Реконструираното име на микенски език е Mukānai, което има форма и за множествено число (като Athênai).

## История
На територията на древния град Микена са открити фрагменти от глинени съдове, датирани отпреди 3500 пр.н.е., от времето на неолита. Намирани са останки от периода 2100 пр.н.е. до 1700 пр.н.е. от ранната бронзова епоха. Първите открити гробове и шахтови гробници са датирани от средната бронзова епоха (1800 – 1700 пр.н.е.).
Акрополът или „високият град“ на Микена е създаден в ранния 15 век пр.н.е., а около 1350 пр.н.е. той и околните стени биват възстановени в „циклопски стил“. Легендата разказва, че строежите са дело на циклопи, поради големите размери на каменните блокове, от които са изградени.
Двата най-големи града на микенското царство – Микена и Тиринт, са възпети и обезсмъртени в епичните поеми на Омир – Илиада и Одисея, а самата „златообилна Микена“ е описана като царството на Агамемнон.

## Археологически разкопки
Микена става известна с находките на шахтовите гробници, разкопани от археолога Хайнрих Шлиман през 1876 г., макар че Лъвската порта е разкрита от гръцкия археолог Кириакос Псистакис (Kyriakos Psistakis) още през 1841 г.
Шлиман извършва разкопки вътре в самата цитадела. Той открива пет шахтови гробници за които е твърдо убеден, че принадлежат на цар Агамемнон и хора от неговото време, свързани с Троянската война. В тях са намерени останките на 16 души и много погребални предмети от злато, сребро и слонова кост, сред които златна погребална маска. Според Шлиман сред гробовете са тези на Агамемнон и Клитемнестра и той публикува резултатите от тези открития в книгата си Mykena (1878). Всъщност маската се оказва доста по-стара, датирана към 1550 – 1500 г. пр.н.е. Голямата заслуга на Шлиман е, че тези находки са първите, доказващи съществуването на микенската цивилизация.
По-късно, между 1884 и 1902 г. гръцкият археолог Христос Цундас (Χρήστος Τσούντας, родом от Асеновград) разкрива голям участък от цитаделата. Акрополът е разкопан през 1902 г., а след него продължава методичното изследване на околностите му. След това разкопките са продължени от Британската археологическа школа (British School of Archaeology, BSA) първоначално под ръководството на Алън Уейс (1920 – 1955 г.), а след смъртта му от лорд Уилям Тейлър (1958 – 1969 г.). Разкопките продължават през 1950-те и 1960-те и до 1985 г. Към 2011 г. продължават разкопките на долния град на Микена.
Когато в началото на 20 век Артър Еванс прави разкопки на остров Крит (Кносос и други дворци), открива образци на сричковото писмо Линеар Б, за което по-късно е установено, че е свързано с нахлуването на микенците на Крит около 1450 г. пр.н.е.

## Обект на Юнеско
Микена е основен туристически обект в Гърция, включен в списъка на ЮНЕСКО на световното наследство през 1999 г..